# Apodanthera cucurbitoides
Apodanthera cucurbitoides är en gurkväxtart som beskrevs av Cyrus Longworth Lundell. Apodanthera cucurbitoides ingår i släktet Apodanthera och familjen gurkväxter. Inga underarter finns listade i Catalogue of Life.